# Weißblütige Primel
Die Weißblütige Primel (Primula chionantha) ist eine Pflanzenart aus der Familie der Primelgewächse (Primulaceae) gehört. Die Blüten sind im Gegensatz zum deutschen Trivialnamen selten weiß und üblicherweise purpur-violett gefärbt. Sie ist in China beheimatet.

## Beschreibung vonPrimula chionanthasubsp.chionantha

### Vegetative Merkmale
Die Weißblütige Primel ist eine ausdauernde krautige Pflanze, die Wuchshöhen von 50 (selten bis 70) Zentimeter erreicht. Die in grundständigen Rosetten zusammenstehenden Laubblätter bestehen jeweils aus einem Blattstiel und einer Blattspreite. Der Blattstiel ist breit geflügelt. Die sehr variable Blattspreite ist einfach, mit einer Länge von 5 bis 20 (selten 25) Zentimeter und einer Breite von 1 bis 5 Zentimeter länglich-eiförmig bis lanzettlich, leuchtend-gelb mehlig bestäubt und oft kurzlebig. Die Blattränder sind entweder fein gezähnt oder fast ganzrandig.

### Generative Merkmale
Die Blütezeit erstreckt sich von Mai bis Juli. Die im oberen Bereich gelb mehlig bestäubten Blütenstandsschäfte sind meist 20 bis 50 (15 bis 70) Zentimeter lang. Ein bis vier doldige Teilblütenstände stehen übereinander und enthalten jeweils drei oder viele Blüten. Die Tragblätter sind mit einer Länge von 0,5 bis 1,5 Zentimeter lanzettlich bis pfriemförmig. Die dicht leuchtend-gelb mehlig bestäubten Blütenstiele sind anfangs 1 bis 2,5 Zentimeter lang und verlängern sich bis zur Fruchtreife auf 6 Zentimeter.
Die zwittrigen, radiärsymmetrischen Blüten sind fünfzählig mit doppelter Blütenhülle (Perianth). Die fünf, außen spärlich und innen dicht bemehlten, 8 bis 10 (bis 12) Millimeter langen Kelchblätter sind bis fast zur halben Länge röhrig bis glockenförmig verwachsen; die Kelchzähne sind länglich-lanzettlich. Die fünf purpur-violett oder selten weiß gefärbten Kronblätter sind zu einer 1,1 bis 1,3 Zentimeter langen Röhre verwachsen, der Schlund weist einen Durchmesser von 2 bis 3 Zentimeter auf und die breit elliptischen bis fast verkehrt-eiförmigen Kronlappen sind ganzrandig. Es liegt Heterostylie vor, das bedeutet, die Blüten sind mit verschieden langen Griffeln ausgestattet. Bei dieser Art ist der Griffel entweder nur etwa 3 Millimeter oder so lang wie die Kronröhre.
Die zylindrischen Kapselfrüchte sind etwa doppelt so lang wie der Kelch.

## Vorkommen
Die Weißblütige Primel (Primula chionantha subsp. chionantha) ist in der Volksrepublik China im Osten des Autonomen Gebiets Tibet oder Xīzàng zìzhìqū (Pinyin), im Südwesten der Provinz Sichuan und im Norden sowie Nordwesten der Provinz Yunnan heimisch. Sie kommt auf nassen Wiesen, an Waldrändern und unter Rhododendron-Arten in Höhenlagen von 3000 bis 4400 Meter vor.

## Nutzung
Die Weißblütige Primel wird als Zierpflanze verwendet.

## Systematik
Die Erstbeschreibung von Primula chionantha erfolgte im Jahr 1915 durch Isaac Bayley Balfour und George Forrest in Notes from the Royal Botanic Garden, Edinburgh, Band 9, Seite 11. Synonyme für Primula chionantha Balf.f. & Forrest sind Primula ingens W.W.Sm. & Forrest und Primula sinopurpurea Balf.f. Primula chionantha gehört zur Sektion Crystallophlomis in der Untergattung Aleuritia innerhalb der Gattung Primula.
Es werden folgende Unterarten von Primula chionantha genannt:
- Primula chionantha Balf.f. & Forrest subsp. chionantha
- Primula chionantha subsp. brevicula (Balf.f. & Forrest) A.J.Richards (Syn.: Primula brevicula Balf.f.< & Forrest)
- Primula chionantha subsp. melanops (W.W.Sm. & Kingdon-Ward) A.J.Richards (Syn.: Primula melanops W.W.Sm. & Kingdon-Ward, in der Flora of China eine eigenständige Art)
- Primula chionantha subsp. sinoplantaginea (Balf.f.) A.J.Richards (Syn.: Primula sinoplantaginea Balf.f., in der Flora of China eine eigenständige Art)
- Primula chionantha subsp. sinopurpurea (Balf.f.) A.J.Richards (Syn.: Primula sinopurpurea Balf.f.)